# Ron Howard

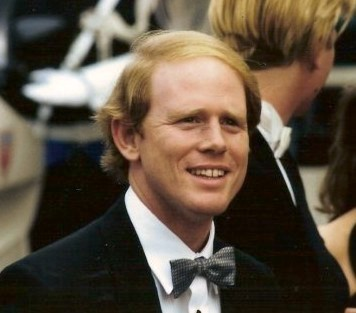
Ron Howard vid filmfestivalen i Cannes 1990.

Ronald William "Ron" Howard, född 1 mars 1954 i Duncan, Oklahoma, är en amerikansk skådespelare, filmproducent och regissör.
Tillsammans med hustrun Cheryl Alley har han fyra barn, varav skådespelerskan Bryce Dallas Howard är äldst. Hans bror, Clint Howard, är även han skådespelare och brukar ha roller i Rons filmer.

## Eftermäle
Asteroiden 12561 Howard är uppkallad efter honom.

## Filmografi (i urval)
- 1973 – M*A*S*H (TV-serie) (gästroll i avsnitt Sometimes You Hear the Bullet)
- 1973 – Sista natten med gänget (skådespelare)
- 1974–1984 – Gänget och jag (TV-serie)
- 1976 – Den siste gunfightern (Golden Globe-nominering för bästa biroll)
- 1977 – Blåst till tusen (Regi och produktion)
- 1982 – Årets man (regi)
- 1984 – Splash (regi)
- 1985 – Cocoon - djupets hemlighet (regi)
- 1988 – Willow (regi)
- 1989 – Föräldraskap (regi och manus)
- 1991 – Eldstorm (regi)
- 1992 – Drömmarnas horisont (regi, manus och produktion)
- 1995 – Apollo 13 (regi)
- 1996 – The Chamber (produktion)
- 1996 – Ransom (regi)
- 1998 – Från jorden till månen (TV-serie) (produktion)
- 1998–1999 – Simpsons (TV-serie) (gäströst)
- 1999 – EDtv (regi och produktion)
- 1999 – Frasier (TV-serie) (ett avsnitt, Stephen)
- 1999–2000 – PJs (TV-serie) (produktion)
- 2000 – Grinchen – julen är stulen (regi och produktion)
- 2001 – Osmosis Jones (röst)
- 2001 – A Beautiful Mind (regi och produktion)
- 2003 – The Missing (regi och produktion)
- 2003–2018 – Arrested Development (TV-serie) (produktion och berättarröst)
- 2004 – The Alamo (produktion)
- 2005 – Cinderella Man (regi och produktion)
- 2006 – Da Vinci-koden (regi och produktion)
- 2008 – Frost/Nixon (regi och produktion)
- 2008 – Changeling (produktion)
- 2009 – Änglar och demoner (produktion)
- 2010–2012 – Parenthood (TV-serie) (produktion)
- 2011 – Cowboys & Aliens (produktion)
- 2013 – Rush (regi och produktion)
- 2015 – In the Heart of the Sea (regi och produktion)
- 2016 – Inferno (regi)
- 2016 – The Beatles: Eight days a week (regi)
- 2018 – Solo: A Star Wars Story (regi)